# JK 2500
Der JK 2500 ist der Prototyp eines 1954 gebauten zweisitzigen Coupés, mit Alfa-Romeo-6-Zylinder-Reihenmotor. Der Entwickler und Karosseriebauer war Julius Kubinsky (1923, Prievidza, Slowakei).

## Geschichte
Der JK 2500 wurde vom slowakischen Konstrukteur Julius Kubinsky gezeichnet, daher das Signet „JK“. Er besaß einen Alfa-Romeo-Motor mit Lancia-Getriebe, später einen luftgekühlten 2,5-Liter-V8-Motor des Tatra 603, der allerdings vorne eingebaut war. Die angetriebenen Hinterräder wurden an einer De-Dion-Achse geführt. Das Coupé mit Speichenrädern, das in seiner Form an den italienischen Iso Grifo erinnert, erreichte zunächst eine Höchstgeschwindigkeit von 170 km/h. Eine Überarbeitung des Motors im Jahr 1957 erreichte eine Höchstgeschwindigkeit von 207 km/h.